# Sternpaar
Der Terminus Sternpaar bedeutet in der Astrometrie und geodätischen Astronomie eine kombinierte Messung zweier Sterne in bestimmten Himmelsrichtungen oder Zenitwinkeln. Sie dient zur Erhöhung der Messgenauigkeit bzw. zur Verringerung von Instrumentalfehlern.
Wichtige Anwendungen sind
- bei einigen Methoden der Breitenbestimmung die Kombination von Sternen, die den Meridiandurchgang im Abstand einiger Minuten in fast derselben Zenitdistanz, aber durch den Nord- und Südzweig des Meridians haben;
  - siehe auch Horrebow-Talcott-Methode und Sterneck-Methode;
  - bei der Azimutmessung nach der Embacher-Methode mit zwei Sternen in östlicher und westlicher größter Digression;
- bei der Zeitbestimmung mit Sternen im Ersten Vertikal (im Osten bzw. Westen);
- bei Ortsbestimmungen mit dem Astrolab, in dem aufeinanderfolgende Sterne annähernd gegenüberliegen.

Der allgemeine Sprachgebrauch kennt noch zwei weitere Anwendungen des Wortes ‚Sternpaar‘:
- zwei dem freien Auge benachbart erscheinende Sterne – z. B. die beiden Hauptsterne im Wintersternbild der Zwillinge oder am Südhimmel α und β Centauri,
- fachlich inkorrekt einen Doppelstern (d. h. zwei umeinander kreisende Sonnen).